# Пимлико

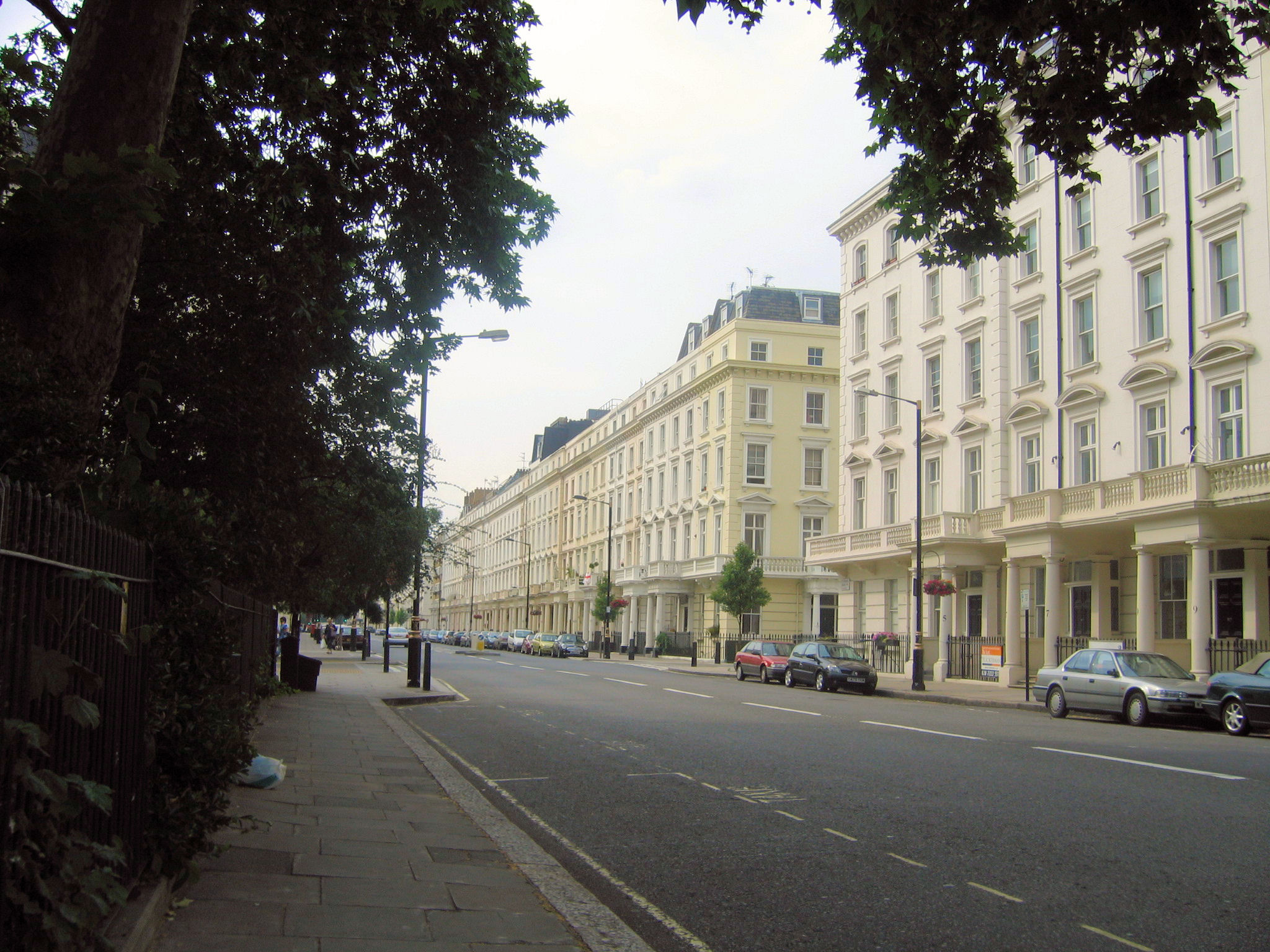
Белгрейв-Роуд

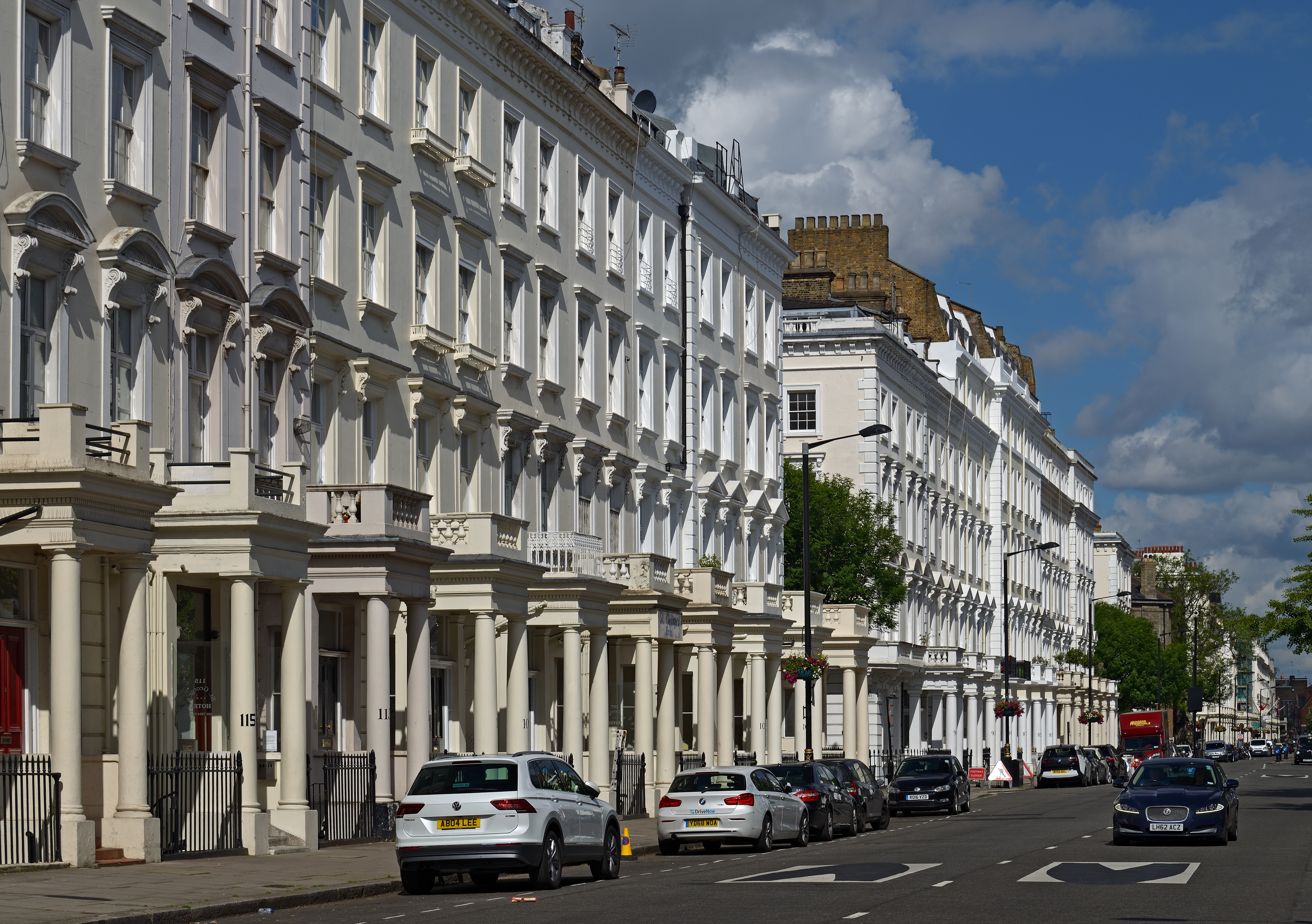
Сент-Джоржес драйв

Пимлико (англ. Pimlico, [ˈpɪmlɨkoʊ]) — небольшой район в центре Лондона, в боро Вестминстер. Район граничит на севере с Белгравией (вокзалом Виктория), ограничен Темзой на юге, Воксхолл-Бридж-роад на востоке и каналом Гросвенор на западе. Пимлико считается одним из самых фешенебельных и дорогих районов Лондона, наравне с Белгравией и Челси.
Строительство района Пимлико началось Томасом Кьюбиттом по приказу Герцога Вестминстера в 1825 году в результате увеличения спроса на недвижимость в Вест-Энде. Работы начались со строительства канализации и повышения уровня земли на случай наводнения. Когда в 1855 году умер Томас Кьюбитт, главная улица уже была спроектирована и были построены половина домов. К 1875 году все дома были достроены в соответствии с первоначальным проектом Кьюбитта.
В 1877 газеты описывали Пимлико как «благородный район, посвященный настоящим мужчинам… которые не настолько богаты, чтобы понежиться в собственном доме в Белгравии, но достаточно богаты, чтобы жить в частных домах». В этом квартале жил на протяжении многих лет Уинстон Черчилль.